# The Undefeated (Hemingway)

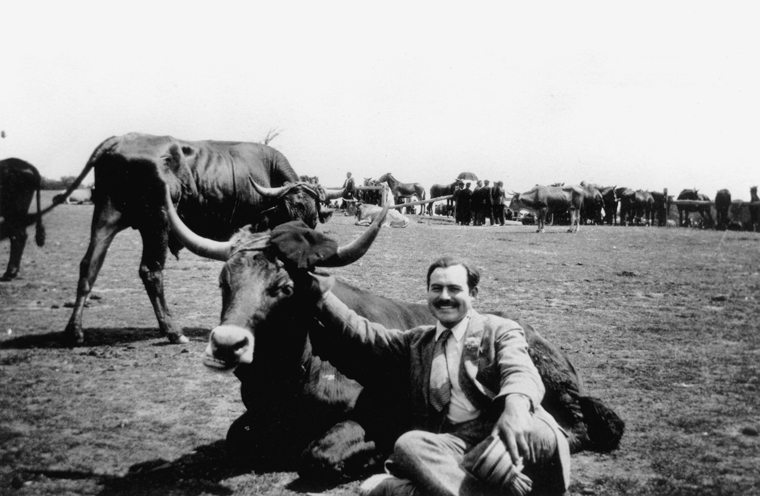
Ernest Hemingway im Sommer 1927 in Spanien

The Undefeated (dt. Der Unbesiegte in der Übersetzung von  Annemarie Horschitz-Horst) ist eine Kurzgeschichte von Ernest Hemingway, die erstmals in der Juni-Ausgabe 1925 der Berliner Zeitschrift Der Querschnitt erschien, später in der Herbst-Winter-Ausgabe 1925–1926 des Pariser Literaturmagazins This Quarter und 1927 in Buchform in der Sammlung Men Without Women (dt. Männer ohne Frauen) in New York veröffentlicht wurde.
Die Geschichte handelt von einem alternden Stierkämpfer, der seinen letzten Kampf bestreitet, und stellt in Hemingways Frühwerk den für ihn später typisch werdenden Helden, den „Code Hero“, in einer für diesen charakteristischen Lebenssituation dar.

## Inhalt
Manuel Garcia ist ein bereits älterer, ehemals berühmter Torero, der nach einer schweren Verletzung in einem Stierkampf und anschließendem Krankenhausaufenthalt lange Zeit nicht mehr in der Arena aufgetreten ist. Er erhält von seinem früheren Freund und Förderer Don Miguel Retana das Angebot, gegen ein geringes Entgelt ersatzweise in einer Abendvorstellung noch ein weiteres Mal einen Stierkampf zu bestreiten. Ein Foto in Retanas Büro erinnert ihn während des Gesprächs an seinen Bruder, der neun Jahre zuvor als Torero bei einer Corrida getötet wurde. Ohne Aussicht auf ein anderes Engagement nimmt Garcia verzweifelt Retanas Angebot an und sucht seinen Freund Zurito in einem Café auf, um diesen als seinen Picador für den Kampf zu gewinnen. Nach anfänglicher Ablehnung, da dieser, wie er sagt, sich bereits zu alt für einen weiteren Kampf fühle, willigt Zurito schließlich aus alter Freundschaft ein, Garcia dennoch in dem Kampf als Picador zu unterstützen. Trotz der Missbilligung und Kritik seitens der jüngeren Matadore, die gern selber in der Arena auftreten würden, nehmen Garcia und Zurito vor einem gelangweilten Publikum den Kampf gegen den Stier auf. Garcia gelingt es zunächst, den Stier zu reizen und erfolgreich zu bekämpfen, obwohl ein im Publikum anwesender Reporter sich eher teilnahmelos von seiner Leistung als Torero unbeeindruckt zeigt. Im weiteren Verlauf des Kampfes wird Garcia jedoch von dem Stier mehrfach verwundet und in einer Kampfszene beinahe getötet; er kann nur in letzter Sekunde entkommen. Trotz seiner eigenen schweren Verletzungen gibt Garcia dennoch den Kampf nicht auf und kann dem Stier schließlich den Todesstoß versetzen. Schwer verletzt wird er danach von den Helfern aus der Arena getragen und in Begleitung von Zurito in ein Krankenhaus gebracht. Obwohl Garcia, als er bereits auf dem Operationstisch liegt, hofft zu überleben, da kein Priester geholt worden sei, bleibt der Ausgang der Geschichte offen.

## Interpretationsansatz
Hemingway gelingt es, wie Link in seiner Analyse hervorhebt, in dieser Geschichte kunstvoll eine Handlung in die Beschreibung einer Situation einzubetten. Thematisch geht es in der Handlung der Kurzgeschichte um die Bewährung Garcias als Matador, eine Aufgabe, der er aufgrund seines Alters physisch nicht mehr gewachsen ist. Der einleitende Teil von The Undefeated dient hauptsächlich dazu, diese Situation des alternden Helden ersichtlich zu machen. Stierkampf ist für Garcia kein Beruf, den man nur des Geldverdienens wegen ausübt; es geht darum, durch die Bewährung im Kampf mit den Stieren die Gunst des Publikums zu gewinnen, die jedoch erlischt, sobald die Bewährungsprobe nicht mehr bestanden wird.
Die Szene in dem Café verdeutlicht die Demütigung, die Garcia hinnehmen muss, als die Kellner nur von dem Matador sprechen, für den er ersatzweise einspringen soll, nicht aber von ihm. Wie aus der Vorgeschichte hervorgeht, hat er in dem ganzen Jahr erst ein Engagement erhalten; sein Krankenhausaufenthalt zeigt, dass er seine letzte Bewährungsprobe nicht bestanden hat. Garcia sieht den Grund dafür allerdings nicht in seinem eigenen Versagen, sondern in der besonderen Beschaffenheit des Stieres in diesem Kampf. Er hofft nun auf die Chance, sich noch einmal bewähren zu können. Der Stierkampf steht, wie Link in seiner Deutung ausführt, in dieser Kurzgeschichte Hemingways „paradigmatisch für die existenzielle Selbstbehauptung, die in dem Stadium des Alterns und damit des Nachlassens der physischen Kräfte in eine für den Helden ausweglose Situation führt.“
Auffällig in der Erzählstruktur ist der Wechsel der verschiedenen Perspektiven, aus denen heraus Garcias Situation gezeigt wird. Ist z. B. die Perspektive des personalen Erzählers eingangs auf die Darstellung von Garcias Situation und Vorgeschichte ausgerichtet und dabei weitgehend summarisch („telling“), erfolgt im nächsten Abschnitt eine Neutralisierung dieser Erzählperspektive durch eine überwiegend dialogische Darbietungsform („showing“). Retana erscheint als Beobachter, der Leser erfährt nicht mehr als das, was er Garcia gegenüber in dem Dialog ausspricht, seine Sichtweise bildet jedoch einen kontrastierenden Hintergrund für diejenige des Protagonisten. So ergeben sich zwei unterschiedliche Beurteilungen der Situation. Garcia ist in der Notlage, nicht anders zu können, als eine Chance zu erneuter Bewährung zu suchen; Retana verschließt sich dagegen der Not des Toreros, ihm geht es ausschließlich um das Finanzielle.
Eine Sonderstellung in der Kurzgeschichte nimmt der mehrfach in den Blickwinkel des Erzählers rückende Reporter ein, ironischerweise auch ein Ersatzmann. Zu den Zweifeln, die Zurito an dem Erfolg des Kampfes hat, und zu der Bewertung des Publikums, das nur den erfolgreichen Matador anerkennt, tritt nun die Geringschätzung des Stierkämpfers überhaupt. Was für Garcia den Sinn des Lebens bestimmt, bleibt für den Reporter als Außenstehenden bedeutungslos.
Das in der Szene in Retanas Büro eingangs in der Geschichte eingeführte Motiv des Todes wird in der Folge nicht mehr unmittelbar aufgenommen; die anfängliche Beschreibung des ersten Blicks von Garcia auf den Stier, der seinen Bruder tötete, bleibt jedoch symbolisch weiter wirksam, als der Erzähler schildert, wie Garcia zu Beginn des Kampfes in der Arena dem Stier gegenübersteht. Der Protagonist muss hier seine Bewährung suchen, indem er dem Tod ins Auge schaut. Garcia bleibt „unbesiegt“ in dem Sinne, dass er nicht ausweicht. Für ihn ist das Leben „ein Leben zum Tode hin und bestimmt sich allein in der kämpferischen Behauptung ihm [d.h. dem Tod] gegenüber.“

## Wirkungsgeschichte
The Undefeated wurde nach der Erstveröffentlichung in der Sammlung Men Without Women von der amerikanischen Literaturkritik anfangs sehr wohlwollend aufgenommen. So bezeichnete beispielsweise M. R. Rosene diese Geschichte als die beste amerikanische Kurzgeschichte seit der Veröffentlichung von Stephen Cranes The Open Boat. Trotzdem fand The Undefeated in der anschließenden literaturwissenschaftlichen Auseinandersetzung mit dem schriftstellerischen Gesamtwerk Hemingways lange Zeit nur wenig Beachtung und geriet in Vergessenheit. Erst Anfang der 1970er Jahre wurde in der literaturkritischen Diskussion im deutschsprachigen Raum wiederum die besondere Bedeutung dieser Kurzgeschichte in dem Schaffen des bekannten amerikanischen Erzählers hervorgehoben.
Mit der Entwicklung des Charakters von Garcia in The Undefeated (dt. Der Unbesiegte) wird in Hemingways Frühwerk der Grundstock gelegt für die spätere Gestaltung der von ihm auf Kuba verfassten und 1952 im Scribner‘s Verlag in New York publizierten weltberühmten Novelle The Old Man and the Sea (dt. Der alte Mann und das Meer); die Parallelen zwischen Garcia und Santiago, dem Protagonisten in Der alte Mann und das Meer, sind unübersehbar. Auch in Der alte Mann und das Meer stellt Hemingway die eigentliche Bestimmung des Lebens als eine Selbstbehauptung und Bewährung im Angesicht des Todes dar, die der Hemingwaysche Held mit einer gelassenen und stoischen Haltung erfüllt (vgl. dazu auch Hemingways Konzept des „Code Hero“)

## Deutsche Übersetzung
Hemingways Kurzgeschichtensammlung Men Without Women, in der The Undefeated (Der Unbesiegte) enthalten ist, wurde von Annemarie Horschitz-Horst ins Deutsche übersetzt und erstmals 1929 unter dem Titel Männer (1958 dann Männer ohne Frauen) im Rowohlt Verlag veröffentlicht. Interessanterweise erschien 1966 auch in der damaligen „Deutschen Demokratischen Republik“ eine Lizenzausgabe der deutschen Übersetzung im Aufbau-Verlag.

## Sonstiges
The Undefeated (dt. Der Unbesiegte) wurde auch in Hemingways Anthologie The Fifth Column and the First Forty-Nine Stories (dt. 49 Stories, übersetzt von  Annemarie Horschitz-Horst) veröffentlicht, die erstmals 1938 im Scribner’s Verlag New York erschienen ist. Der Text ist in verschiedenen Taschenbuchausgaben zugänglich.